# Греков, Алексей Дмитриевич
Алексе́й Дми́триевич Гре́ков (1873—1957) — выдающийся русский и советский врач, педагог; один из основателей Ташкентского университета, основатель Бактериологического института в Ташкенте, Герой Труда Узбекской ССР (1928), заслуженный деятель науки УзССР (1940).

## Биография
Алексей Дмитриевич Греков родился в Новочеркасске 17 марта 1873 года в семье донского казака. После окончания в 1892 году Платовской гимназии Алексей Дмитриевич поступил на учёбу в Военно-медицинскую академию в Санкт-Петербурге.

Студенты Военно-медицинской академии в Петербурге. Сидит справа А. Д. Греков. 1894 год.

В 1897 году А. Д. Греков с отличием окончил Военно-медицинскую академию и в феврале 1898 года прибыл на службу в Туркестан уездный город Мерв Закаспийской области, где стал работать младшим врачом маленького военного лазарета. В это время (1893—1902 годы) в регионе свирепствовала эпидемия малярии. В целях улучшения диагностики и исследования течения этой болезни А. Д. Греков организовал при лазарете маленькую лабораторию. С этих исследований началась его научная деятельность микробиолога.
А. Г. Греков вступил в члены научного Общество врачей Закаспийской области, заседания которого проходили в Ашхабаде. В 1899 году он выступил со своим первым научным сообщением, которое было посвящено тяжелым, осложненным формам малярии. Этот доклад был опубликован в «Трудах Общества врачей Закаспийской области». Его второе сообщение от 2 декабря 1900 года было опубликовано в «Военно-медицинском журнале» в Петербурге. Работы Грекова этого периода были посвящены клинике и этиологии желтушно-гемоглобулиновой лихорадки и коматозной малярии, его также интересовала диагностика брюшного тифа и дизентерии, чума и сибирская язва и другие инфекции, встречавшиеся в его практике.

Алексей Дмитриевич Греков. 1912 год.

После нескольких лет службы в Мерве А. Д. Греков поехал для повышения квалификации Санкт-Петербург, в Военно-медицинскую академию, в терапевтическую клинику профессора В. С. Сиротинина. Здесь молодой исследователь занялся изучением болгарской кисломолочной палочки и начал писать докторскую диссертации на тему: «Клинические наблюдения над действием кислого молока И. И. Мечникова при кишечных заболеваниях». А. Д. Грекову удалось выделить два штамма палочки и приготовить лактобациллин,. В 1907 году А. Д. Греков защитил докторскую диссертацию и поехал на службу снова в Туркестан, в военный лазарет Пишпека, где им была создана бактериологическая лаборатория.
В 1911 году А. Д. Греков был переведён на службу в Ташкент, где он стал служить старшим ординатором Ташкентского военного госпиталя. Здесь он продолжил свои исследования инфекционных и паразитарных болезней. Он также продолжал публиковать свои научные статьи и принимал участие в медицинских симпозиумах и съездах, представляя на них врачей Туркестана.
В 1912 году ему удалось погасить эпидемию чумы в Персии. Впоследствии он неоднократно с успехом возглавлял противочумные экспедиции в разных регионах как России, так за её пределами.
С началом Первой мировой войны в 1914 году в госпиталь в Ташкенте стали поступать пленные австрийцы и чехи. Вскоре в Ташкенте был открыт военный эпидемиологический госпиталь, в котором работали врачи военнопленные, а Алексей Дмитриевич Греков был назначен главным врачом этого госпиталя.
Осенью 1918 года в Ташкенте было открыто первое медицинское училище, готовящее медсестер и фельдшеров, микробиологию в этом училище стал преподавать А. Д. Греков. Осенью 1919 года из учащихся этого училища был сформирован первый курс медицинского факультета создаваемого в Ташкенте университета.
После открытия в Ташкенте университета Алексей Дмитриевич Греков вместе с коллегами создавал медицинский факультет университета.
В 1920 году А. Д. Греков был избран заведующим кафедрой микробиологии, которую он сам же и организовал. Заведуя кафедрой, он немало сил потратил на улучшение материального обеспечения медицинского факультета, систематизацию программ и учебных планов факультета. Кафедру он возглавлял до 1933 года.
В этот период А. Д. Греков принимал активное участие в организации здравоохранения в Туркестане сначала в качестве члена Военно-санитарного управления Туркестанской республики, а в последующем в качестве члена Ученого медицинского совета Наркомздрава Узбекской ССР. Вместе с первым деканом медицинского факультета университета П. П. Ситковским он основал журнал «Медицинская мысль Узбекистана» и был его ответственным редактором.

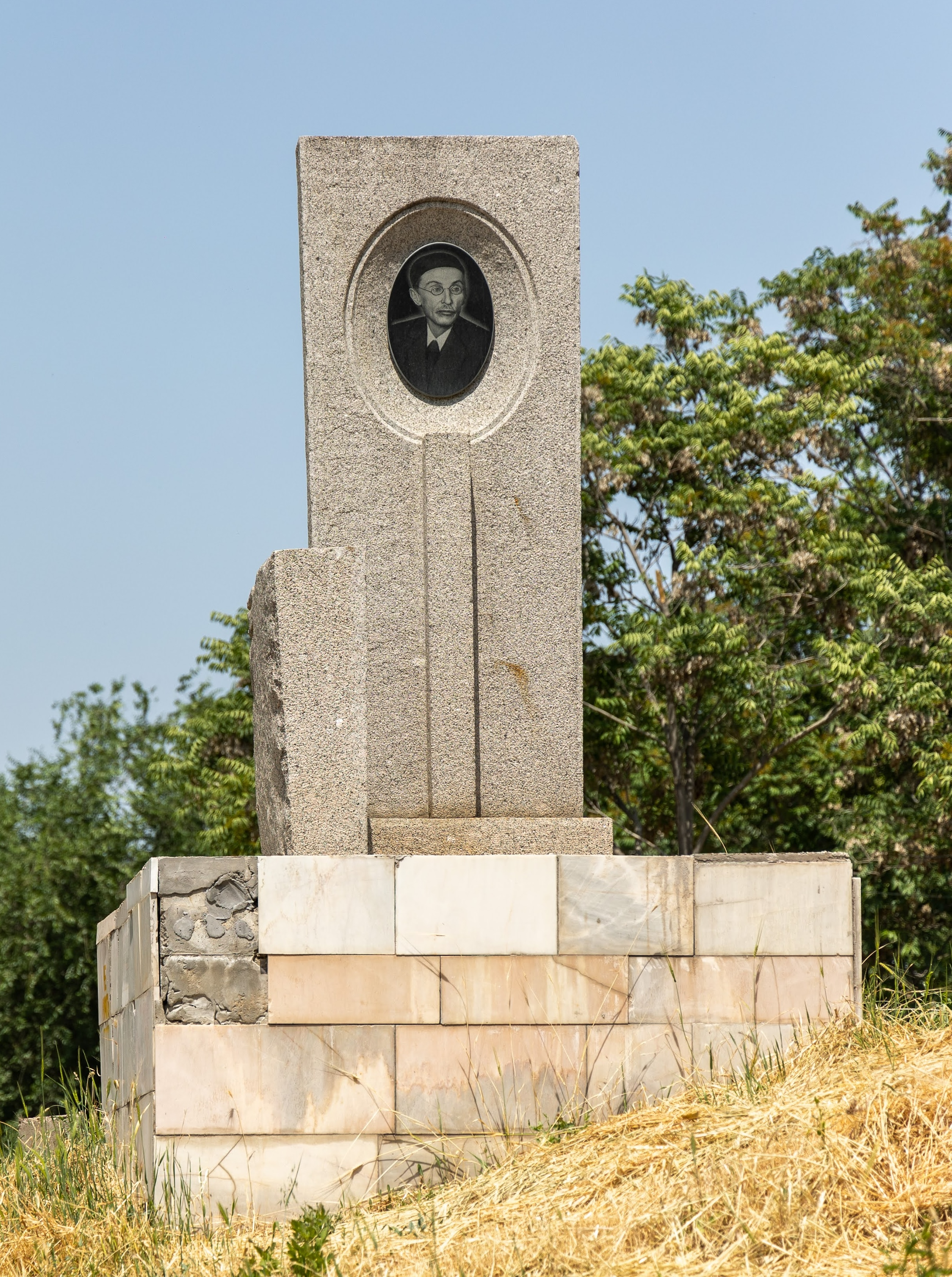
Памятник Грекову Алексею Дмитриевичу на территории Ташкентского научно-исследовательского института вакцин и сывороток. Автор фото: Евгений Сорочин

В 1918 году Бактериологическая лаборатория при военном госпитале в Ташкенте была преобразована в Микробиологическую лабораторию народного Комиссариата здравоохранения Туркестанской республики, заведующим которой стал А. Д. Греков. В последующем на базе лаборатории был создан Санитарно-бактериологический институт Наркомздрава Узбекистана, первым директором которого стал А. Д. Греков.
В октябре 1922 года в Ташкенте состоялся Первый научный съезд врачей Туркестана, посвященный проблемам краевой патологии, в котором А. Д. Греков принимал активное участие. При его непосредственном участии разрабатывалась программа борьбы с малярией, к практической работе по которой в дальнейшем при содействии правительства Узбекской ССР были привлечены массово тысячи трудоармейцев, которые занимались работами по осушению заболоченных мест и уничтожению личинок комаров.
В 1924 году А. Д. Греков занимался борьбой со вспышкой чумы в Ак-Камыше, а 10-15 ноября 1925 года Алексей Дмитриевич принимал участие в Совещание по малярии в Старой Бухаре.
Работу в Бактериологическом институте Греков много лет совмещал с заведованием кафедрой микробиологии института Усовершенствования врачей, которая была создана Грековым при открытии института в 1932 году. В 1943 году Алексей Дмитриевич Греков оставил руководство Бактериологическим институтом и полностью перешел на заведование кафедрой.
Алексей Дмитриевич Греков вышел пенсию в возрасте 84 лет в январе 1957 года. Он умер 30 июля 1957 года в Ташкенте и был похоронен на Боткинском кладбище города. На территории ТашНИИВС во время торжественного митинга представителей научного и производственного коллективов Института, посвященного 40-летию победы над фашистской Германией, 8 мая 1985 г. ему был открыт памятник.

## Семья
У А. Д. Грекова были сын Дмитрий и дочь Ольга.

## Научное и литературное наследие
Под руководством Алексея Дмитриевича Грекова было подготовлено 5 докторских и несколько десятков кандидатских диссертаций. Им было опубликовано свыше 34 научных работ.
Помимо большого количества сугубо научных работ А. Д. Греков написал книгу «О моём детстве для моих детей», предназначенную для своих сына и дочери, а также книгу воспоминаний «50 лет работы врача в Средней Азии», завершённую к 1947—1948 годам, но так и оставшуюся в рукописи.

## Награды
А. Д. Греков — Герой Труда Узбекской ССР (1928), заслуженный деятель науки Узбекской ССР (1940).